# Bispbergshyttan, Kolarbo och Hällbo
Bispbergshyttan, Kolarbo och Hällbo är en av SCB avgränsad och namnsatt småort i Säters kommun i Dalarnas län. den omfattar bebyggelse i de tre sammanväxta byarna belägna i Stora Skedvi socken